# Black 'N Blue
Black 'n Blue foi uma banda de glam metal, formada pelo vocalista Jaime St. James, os guitarristas Tommy Thayer e Jeff Warner, o baixista Patrick Young, e o baterista Pete Holmes. Eram apontados por muitos como uma promessa musical, mas apesar de ter fãs fiéis, nunca obtiveram grande sucesso comercial.

## História
A banda foi formada em 1981 em Portland, Oregon e foram originalmente conhecida como Movie Star. Eles mudaram-se para Los Angeles em 1982, e nesse mesmo ano fez sua primeira aparição registrada - um álbum independente, compilação que também contava com Metallica, Ratt, e Malice.
Em 1984, eles lançaram Black N'Blue, seu primeiro álbum. Este álbum incluía o que talvez seja seu hit mais conhecido, até à data, "Hold On a 18", o que tornou o álbum um sucesso moderado. Em seguinda, lançaram o disco Without Love. Neste álbum a banda sacrificou seu som original em favor de um som mais polido, comercial, pop-metal, que desagradou muitos fãs. Embora as faixas "Without Love" e "Miss Mystery" foram lançadas como singles, nenhum deles viu grande sucesso, e o álbum foi um pouco de desilusão. Uma terceira faixa deste álbum, "Nature of the Beach" apareceu no filme Vision Quest (também conhecido como Crazy for You) e também apareceu como a B-side à Madonna único "Gambler" do mesmo filme, embora tenha não tenha sidona trilha sonora do LP. A banda lançou ainda mais dois álbuns sob o rótulo, o que viam, fazendo um esforço consciente para regressar ao som bruto original que caracteriza a música em sua estréia. Ambos os álbuns foram produzidos por Gene Simmons, mas mesmo assim não foi o suficiente para recuperar o som da banda, que se separou em 1989.
Os cinco membros originais reuniram-se no Dia das Bruxas de 1997 para uma performance ao vivo, que foi gravado e lançado no ano seguinte como um álbum ao vivo, One Night Only: Live. Esta reunião foi passageira, e nenhuma outra turnê seguiu. A banda voltou novamente em 2003 (desta vez, sem Thayer, que estava contratado como guitarrista do Kiss, onde permanece até hoje) para turnê e gravar um novo álbum, intitulado Hell Yeah!. Shawn Sonnenschein foi chamado para gravar a guitarra no álbum. O álbum foi inicialmente programado para ser lançado em Setembro de 2003, mas foi adiado várias vezes. Cogita-se que o mesmo possa ser lançado ainda em 2008.
Jaime St. James tornou-se vocalista do Warrant, e Tommy Thayer ainda é o guitarrista do Kiss, e Pete Holmes está atualmente tocando com Malice e Mandy Lion's WWIII.
Black 'n Blue fez uma reunião em sua cidade natal, em 8 de dezembro de 2007 em Berbati Pan's. O concerto beneficiou a banda da amiga de longa data Kenny Nordone em sua luta contra o cancro.
Em 2011 foi lançado o último álbum, HellYeah!

## Membros
- Jaime St. James: vocal
- Tommy Thayer: guitarra
- Jeff "Woop" Warner: guitarra
- Patrick Young: baixo
- Pete Holmes: bateria

## Discografia
- 1984: Black 'n Blue
- 1985: Without Love
- 1986: Nasty Nasty
- 1988: In Heat
- 1998: One Night Only: Live
- 2001: The Demos Remastered: Anthology 1
- 2001: Ultimate Collection
- 2002: Live In Detroit – 1984
- 2005: Collected (box set)
- 2007: Rarities
- 2011: Hell Yeah!